# Krzemień (Łódź)
Pour les articles homonymes, voir Krzemień.
Krzemień est une localité polonaise de la gmina et du powiat de Zgierz en voïvodie de Łódź.